# Кошки-Новотимбаевское сельское поселение
Кошки-Новотимбаевское се́льское поселе́ние — муниципальное образование в Тетюшском районе Татарстана Российской Федерации.
Административный центр — село Кошки-Новотимбаево.

## История
Статус и границы сельского поселения установлены Законом Республики Татарстан от 31 января 2005 года № 41-ЗРТ «Об установлении границ территорий и статусе муниципального образования "Тетюшский муниципальный район" и муниципальных образований в его составе».

## Население
| 2010 | 2011 | 2012 | 2013 | 2014 | 2015 | 2016 |
| ---- | ---- | ---- | ---- | ---- | ---- | ---- |
| 432  | ↘428 | ↘410 | ↘403 | ↘395 | ↘386 | ↘368 |
| 2017 | 2018 |      |      |      |      |      |
| ↘354 | ↘344 |      |      |      |      |      |

## Состав сельского поселения
| № | Населённый пункт     | Тип населённого пункта       | Население |
| - | -------------------- | ---------------------------- | --------- |
| 1 | Ивановка             | деревня                      |           |
| 2 | Кошки-Новотимбаево   | село, административный центр |           |
| 3 | Максимовка           | деревня                      |           |
| 4 | Починок-Ново-Льяшево | село                         |           |
| 5 | Салмановка           | деревня                      |           |
| 6 | Старая Кульметьевка  | деревня                      |           |
| 7 | Тайба-Таушево        | деревня                      |           |